# Sarjeta

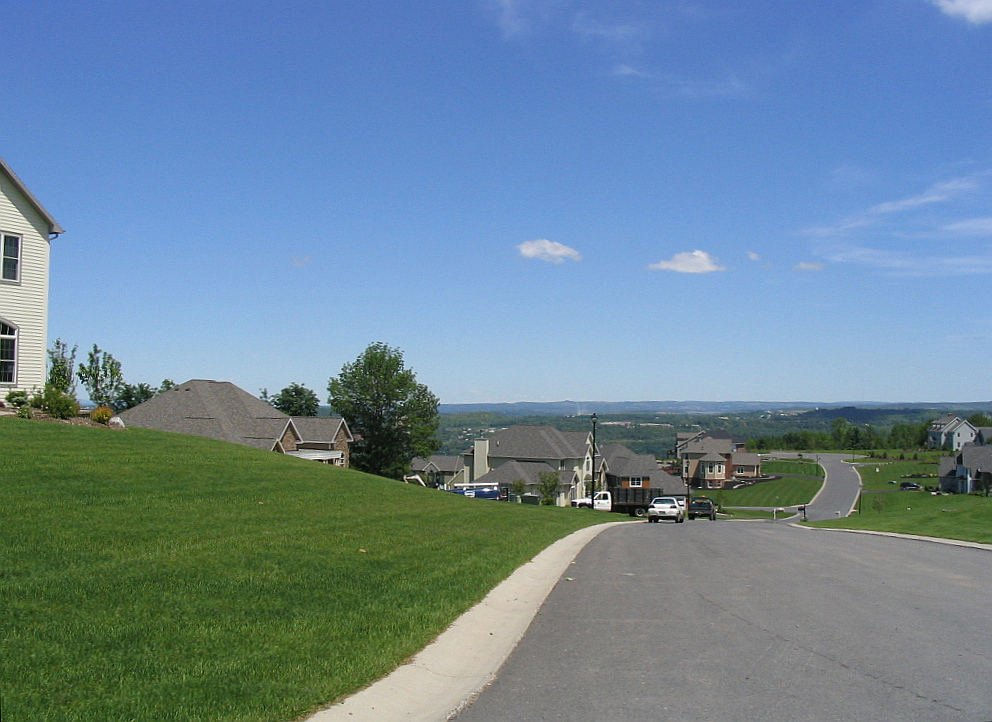
Uma sarjeta superficial típica de cidades da América do Norte

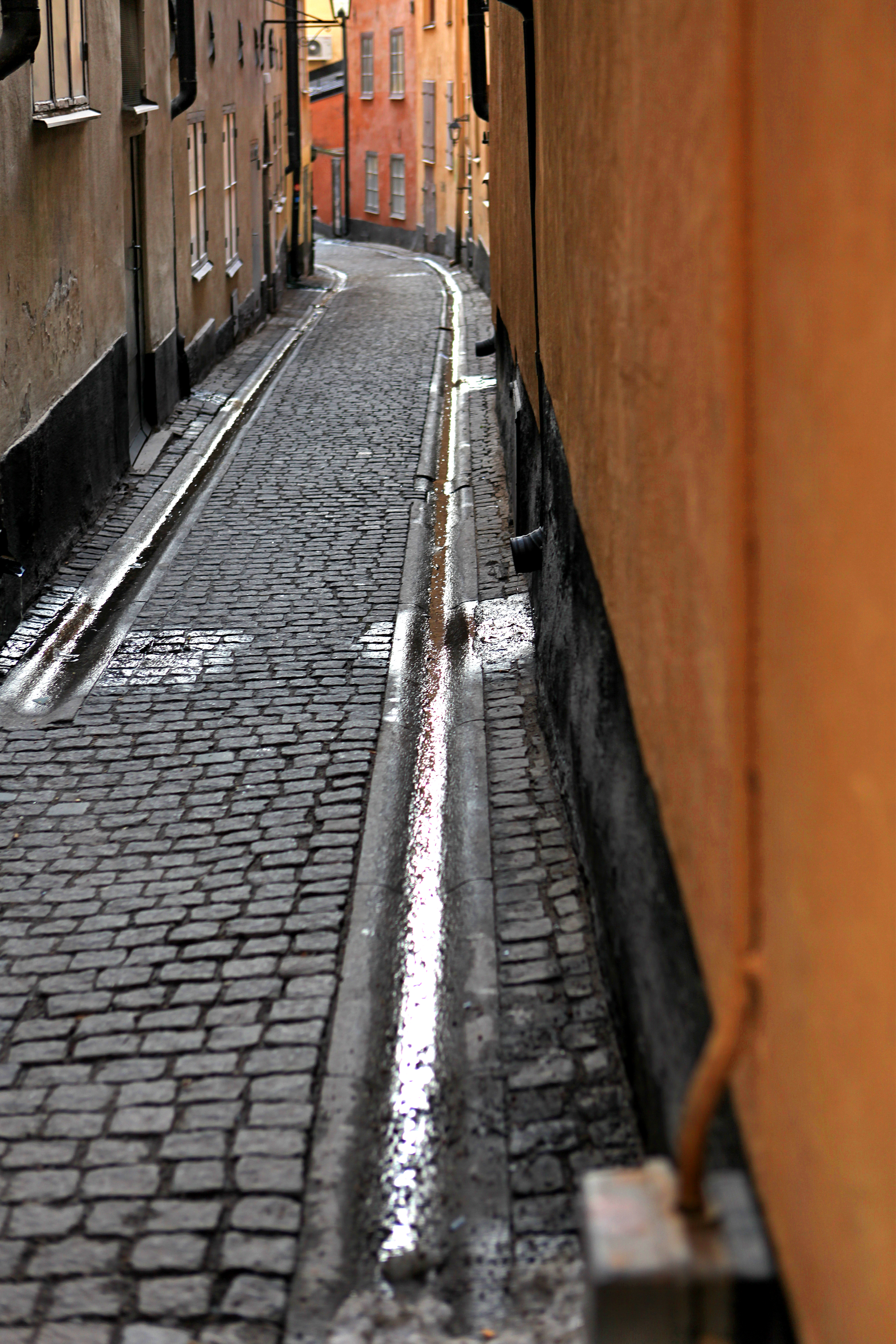
Sarjeta na Cidade Velha de Estocolmo.

Sarjeta ou valeta refere-se ao escoadouro das águas pluviais em estradas, ruas e avenidas que beiram o meio-fio (ou guia) das calçadas. Idealmente, a sarjeta deve estar num nível mais baixo que o leito carroçável para conduzir a água até os bueiros ou bocas de lobo.